# Nephrocerus woodi
Nephrocerus woodi är en tvåvingeart som beskrevs av Skevington 2005. Nephrocerus woodi ingår i släktet Nephrocerus och familjen ögonflugor. Inga underarter finns listade i Catalogue of Life.